# Chigorin Memorial

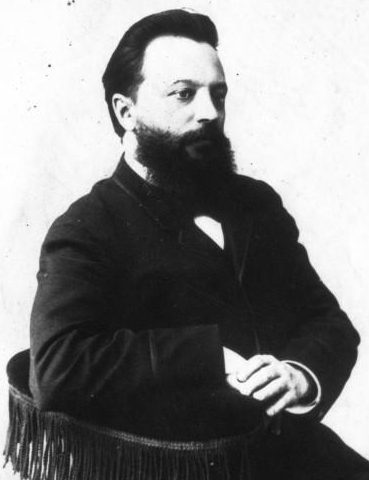
Michail Ivanovič Čigorin nel 1908, poco prima della morte.

Il Chigorin Memorial è un torneo di scacchi che si gioca in Russia in onore di Michail Ivanovič Čigorin, due volte finalista del campionato del mondo di scacchi e considerato il fondatore della scuola russa di scacchi.
La prima edizione si svolse a San Pietroburgo, città natale di Čigorin, in febbraio-marzo 1909. Vi parteciparono 19 maestri dell'epoca e fu vinta alla pari da Emanuel Lasker e Akiba Rubinstein con 14 ½ punti su 18 partite.
Dal 1963 al 1990 il torneo si svolse, ad eccezione del 1972 in cui venne giocato a Kislovodsk, nella località turistica di Soči sul Mar Nero. Dal 1993 il torneo si è svolto con cadenza annuale a San Pietroburgo.

## Albo dei vincitori

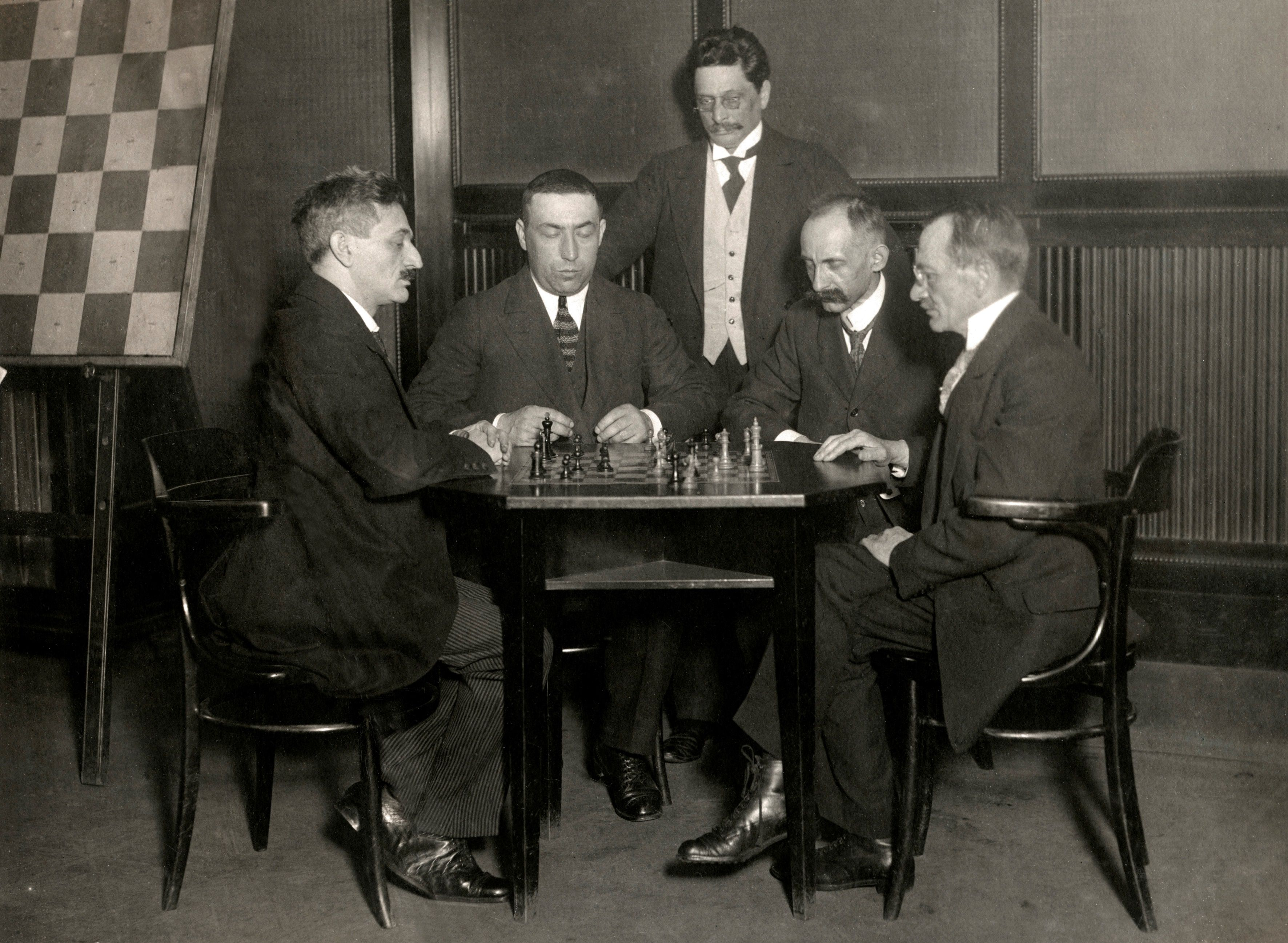
I vincitori della 1ª edizione Emanuel Lasker (a sinistra) e Akiba Rubinstein (seduto al centro) Assieme a loro Bernhard Kagan, Carl Schlechter e Siegbert Tarrasch

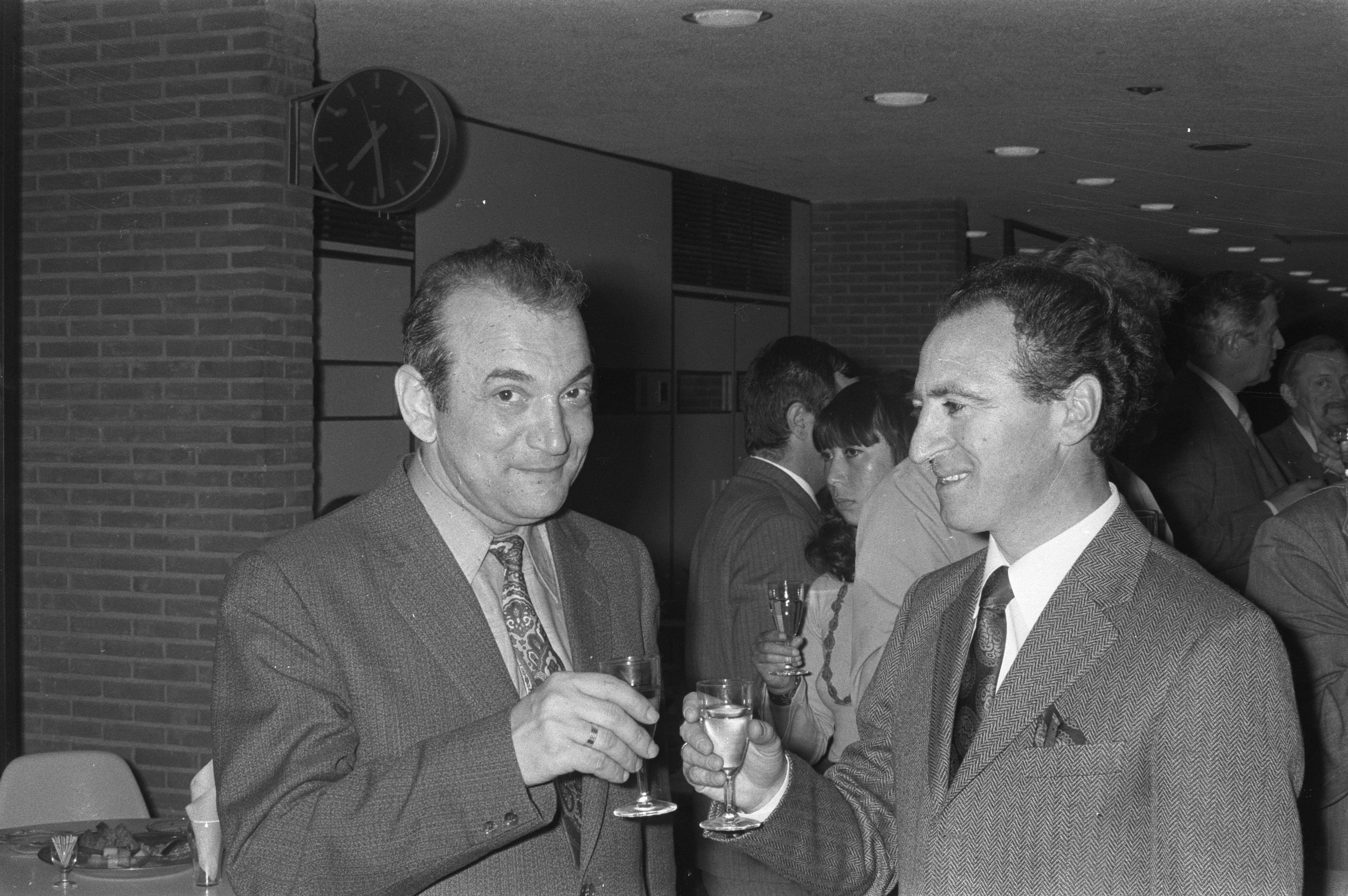
Il detentore del maggior numero di vittorie nell'evento Leŭ Paluhaeŭski (a destra) assieme a Viktor Korchnoj

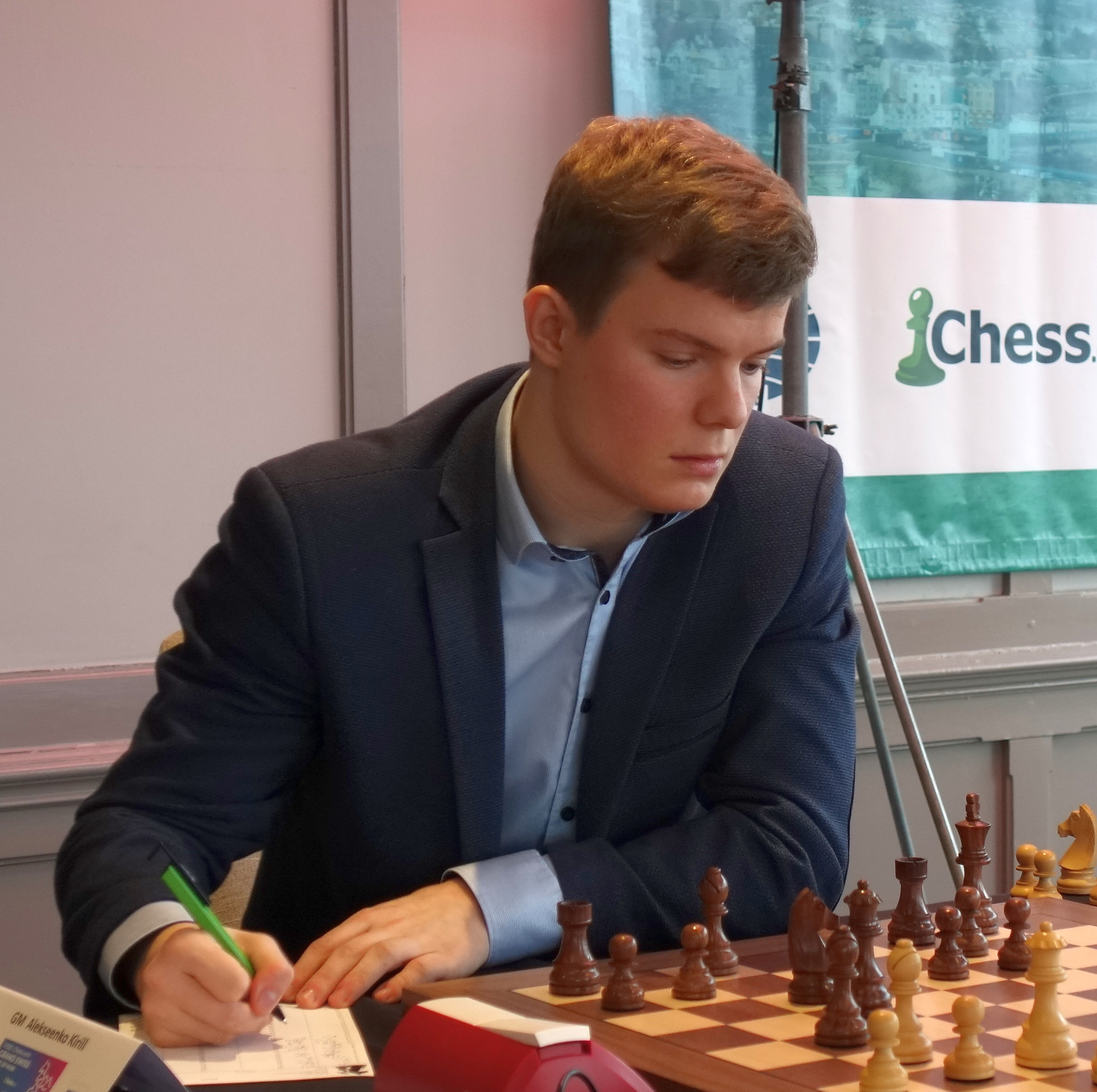
Kirill Alekseenko ha vinto tre edizioni consecutive tra il 2015 e il 2017

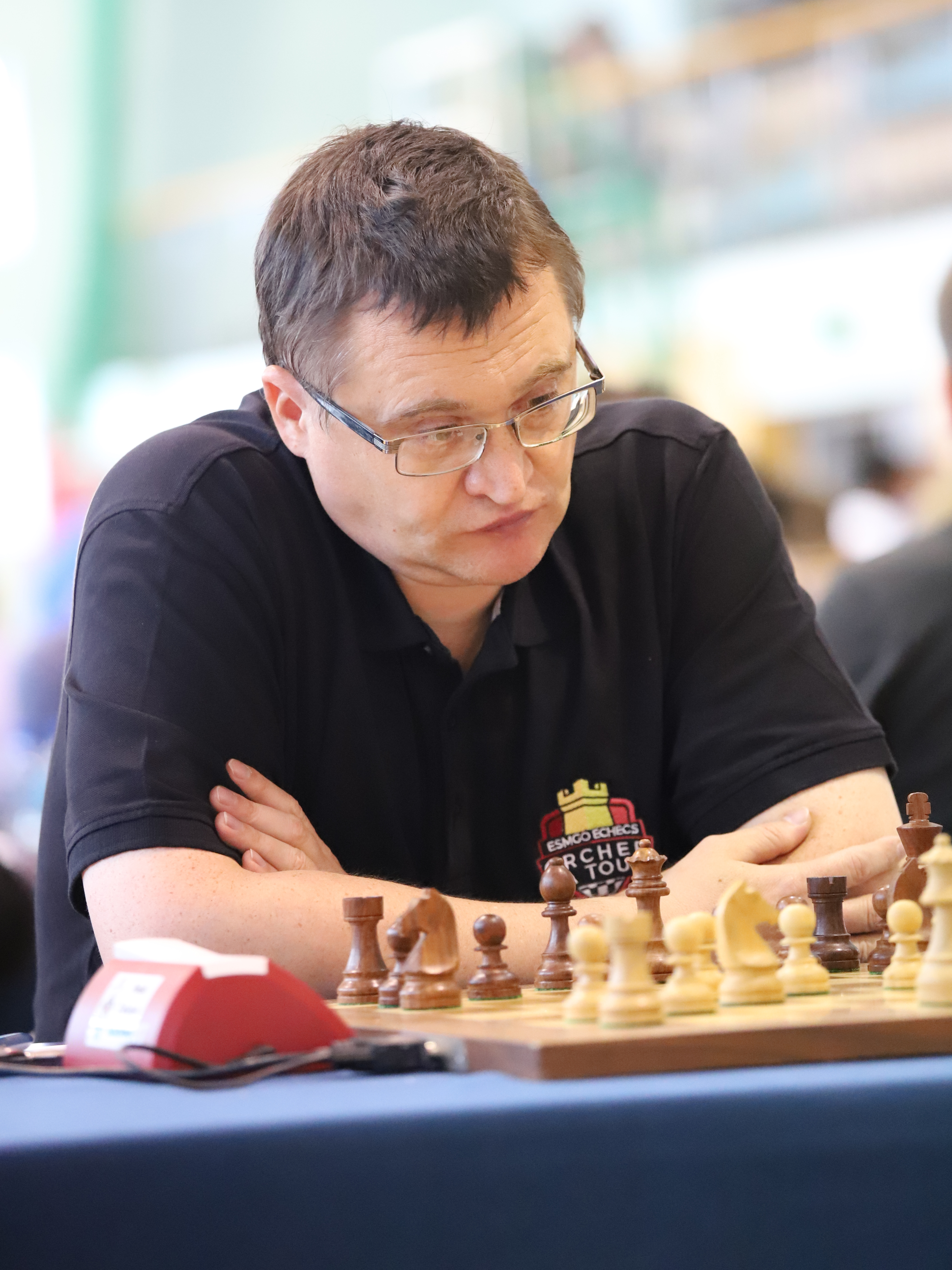
Il vincitore dell'edizione 2021 Alexei Fedorov

| Anno | Città              | Vincitore                                                                        |
| ---- | ------------------ | -------------------------------------------------------------------------------- |
| 1909 | San Pietroburgo    | Emanuel Lasker Akiba Rubinstein                                                  |
| 1951 | San Pietroburgo    | Vasilij Smyslov                                                                  |
| 1961 | Rostov sul Don [1] | Mark Tajmanov                                                                    |
| 1963 | Soči               | Leŭ Paluhaeŭski                                                                  |
| 1964 | Soči               | Nikolaj Krogius                                                                  |
| 1965 | Soči [2]           | Wolfgang Unzicker Boris Spasskij                                                 |
| 1966 | Soči               | Viktor Korčnoj                                                                   |
| 1967 | Soči [3]           | Aleksandr Zajcev Vladimir Simagin Nikolaj Krogius Leonid Šamkovič Boris Spasskij |
| 1972 | Kislovodsk         | Leŭ Paluhaeŭski                                                                  |
| 1973 | Soči               | Michail Tal'                                                                     |
| 1974 | Soči               | Leŭ Paluhaeŭski                                                                  |
| 1976 | Soči               | Leŭ Paluhaeŭski Evgenij Svešnikov                                                |
| 1977 | Soči [4]           | Michail Tal'                                                                     |
| 1979 | Soči               | Nuchim Raškovskij                                                                |
| 1980 | Soči [5]           | Aleksandr Pančenko                                                               |
| 1981 | Soči               | Vitalij Ceškovskij                                                               |
| 1982 | Soči               | Michail Tal'                                                                     |
| 1983 | Soči [6]           | Anatolij Vajsser Evgenij Svešnikov                                               |
| 1984 | Soči               | Georgij Agzamov                                                                  |
| 1985 | Soči               | Evgenij Svešnikov                                                                |
| 1986 | Soči               | Svetozar Gligorić Aleksandr Beljavskij Rafael Vaganjan                           |
| 1987 | Soči               | Sergej Smagin Evgenij Pigusov Andrej Charitonov                                  |
| 1988 | Soči               | Sergej Dolmatov                                                                  |
| 1989 | Soči               | Aleksej Vyžmanavin                                                               |
| 1990 | Soči               | Vadim Ruban                                                                      |
| 1993 | San Pietroburgo    | Aleksej Dreev                                                                    |
| 1994 | San Pietroburgo    | Ildar Ibragimov                                                                  |
| 1995 | San Pietroburgo    | Vladimir Burmakin                                                                |
| 1996 | San Pietroburgo    | Aleksej Fëdorov Lembit Oll                                                       |
| 1997 | San Pietroburgo    | Konstantin Sakaev                                                                |
| 1998 | San Pietroburgo    | Sergej Volkov                                                                    |
| 1999 | San Pietroburgo    | Aleksandr Griščuk Sergej Volkov                                                  |
| 2000 | San Pietroburgo    | Valerij Filippov                                                                 |
| 2001 | San Pietroburgo    | Michail Kobalja                                                                  |
| 2002 | San Pietroburgo    | Aleksandr Fominych                                                               |
| 2004 | San Pietroburgo    | Sergej Ivanov                                                                    |
| 2005 | San Pietroburgo    | Igor' Zacharevič Roman Ovetchkin                                                 |
| 2006 | San Pietroburgo    | Dmitrij Bočarov                                                                  |
| 2007 | San Pietroburgo    | Sergey Movsesyan                                                                 |
| 2008 | San Pietroburgo    | Vladimir Belov                                                                   |
| 2009 | San Pietroburgo    | Sergej Volkov                                                                    |
| 2010 | San Pietroburgo    | Eltaj Safarli                                                                    |
| 2011 | San Pietroburgo    | Dmitrij Bočarov                                                                  |
| 2012 | San Pietroburgo    | Oleksandr Areščenko                                                              |
| 2013 | San Pietroburgo    | Pavlo El'janov                                                                   |
| 2014 | San Pietroburgo    | Ivan Ivanišević                                                                  |
| 2015 | San Pietroburgo    | Kirill Alekseenko                                                                |
| 2016 | San Pietroburgo    | Kirill Alekseenko                                                                |
| 2017 | San Pietroburgo    | Kirill Alekseenko                                                                |
| 2018 | San Pietroburgo    | Idani Pouya                                                                      |
| 2019 | San Pietroburgo    | Vitaly Sivuk                                                                     |
| 2020 | Non disputato      | ...                                                                              |
| 2021 | San Pietroburgo    | Alexei Fedorov                                                                   |
| 2022 | San Pietroburgo    | Aleksej Aleksandrov                                                              |
| 2023 | San Pietroburgo    | Evgeny A. Levin                                                                  |
| 2024 | San Pietroburgo    | Kirill P. Filippov                                                               |